# Виктор Добронравов
Виктор Федорович Добронравов (роден на 8 март 1983 г., Таганрог, Ростовска област, СССР) е руски театрален и филмов актьор, певец и музикант, лидер на музикалната група „Килим квартет“. Заслужил артист на Руската федерация (2018). Син е на актьора, народен артист на Руската федерация Фьодор Добронравов.

## Биография
Виктор Добронравов е роден на 8 март 1983 г. в град Таганрог, Ростовска област. Баща – актьор Фьодор Викторович Добронравов (от 2003 г. – актьор в Московския академичен сатиричен театър ). Майка – Ирина Добронравова, работи като учителка в детска градина. По-малкият брат е актьорът Иван Добронравов.
През 1990 г. семейство Добронравови, живеещи тогава във Воронеж, се преместват в Москва, където начинаещият актьор Фьодор Добронравов е поканен от Константин Аркадиевич Райкин да служи в трупата на Държавния театър „Сатирикон“.
През 2000 г., веднага след като завършва гимназия в Москва, Виктор постъпва във Висшето театрално училище на името на Б. В. Шчукин в Москва, което завършва през 2004 г. (художествен ръководител на курса – Евгений Владимирович Князев).
През 2004 г. е поканен от художествения ръководител Михаил Александрович Улянов в трупата на Държавния академичен театър на името на Евгений Вахтангов в Москва, където се представя. Той е водещият художник от средното поколение артисти на театър „Вахтангов“. Централни роли в техните спектакли му поверяват режисьорите Римас Туминас, Юрий Бутусов, Владимир Иванов и Анжелика Холина.
Той играе главната роля в детския мюзикъл „Еники-Беники“ в Класния център за музикално и драматично изкуство на Сергей Казарновски, а също така играе в Театралния център „На Страстной“.
През 2009 г. печели телевизионното предаване „Намерете звяра“ и получава главната мъжка роля в мюзикъла „Красавицата и звярът“, продукция на Stage Entertainment Russia, чиято премиера е на 15 декември 2009 г.
Виктор редовно се появява във филми и телевизионни сериали. Сред последните му проекти: „Палма“, „Световен шампион“, „Йолки 8“ и „Инспектор Гаврилов“. От време на време се изявява като озвучаващ актьор. Например, той озвучава Жокера в Лигата на справедливостта на Зак Снайдер. В началото на юни 2022 г. в Русия излиза анимационната комедия „Koschey. Bride Snatcher“, в който Добронравов показва главния герой Кошчей.

## Санкции
На 7 януари 2023 г., на фона на нахлуването на Русия в Украйна, Добронравов е добавен към украинския санкционен списък на лица, „които публично призовават към агресивна война, оправдават и признават за легитимна въоръжената агресия на Руската федерация срещу Украйна, временната окупация на територията на Украйна“.